# Hanna Hirsch-Pauli
Hanna Hirsch, puis Hanna Pauli (née le 13 janvier 1864 à Stockholm – morte le 29 décembre 1940 à Solna) est une peintre suédoise.
Son œuvre consiste surtout en des portraits d'artistes et d'écrivains de son cercle social, ainsi que de celui de son mari.

## Biographie
Hanna Hirsch est la fille de Abraham Hirsch. Amie d'Eva Bonnier, les deux femmes entrent à l'école de peinture d'August Malmström, puis à l'Académie royale des arts de Suède de Stockholm.
De 1885 à 1887, Hanna Hirsch étudie à l'Académie Colarossi de Paris. Elle partage un studio avec Bonnier pendant un certain temps. Elle se lie d'amitié avec plusieurs femmes artistes originaires de pays nordiques.
En 1887, son portrait de Venny Soldan est accepté pour le Salon de peinture et de sculpture. La même année, elle épouse Georg Pauli et voyage en Italie pendant un an.
Pauli remporte un prix pour son travail lors de l'Exposition universelle de Paris de 1889. Elle exposera ses œuvres au Musée des sciences et de l'industrie de Chicago lors de l'Exposition universelle de 1893.

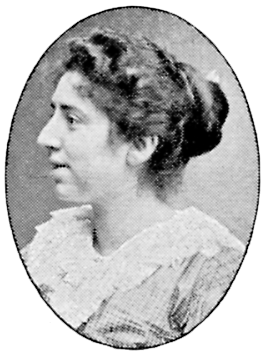
Hanna Hirsch-Pauli, image tirée de Svenskt Porträttgalleri XX.
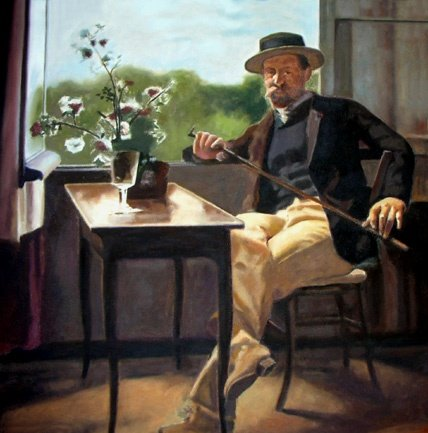
Portrait de Georg Pauli, c. 1910.

## Œuvres
| #  | image | titre                                                         | lieu                                     | date  |
| -- | ----- | ------------------------------------------------------------- | ---------------------------------------- | ----- |
| 1  |       | A Bavarian Peasant Girl (Une jeune paysanne bavaroise)        | Nationalmuseum                           | 1885s |
| 2  |       | Venny Soldan-Brofeldt, Artist                                 | musée des Beaux-Arts de Göteborg         | 1886  |
| 3  |       | Breakfast Time (L'heure du petit-déjeûner)                    | Nationalmuseum                           | 1887  |
| 4  |       | Sonen Göran, 3 månader, upptäcker ljuslågan för första gången | Nationalmuseum                           | 1891  |
| 5  |       | At the Grand Piano                                            | Nationalmuseum                           | 1892  |
| 6  |       | Prinsessen                                                    | Nasjonalgalleriet                        | 1896  |
| 7  |       | Amis                                                          | Nationalmuseum                           | 1900s |
| 8  |       | Study for Friends – Olga Björkegren-Fåhreus och Lisen Bonnier | Nationalmuseum                           | 1903  |
| 9  |       | Study for Friends – Nanna Bendixson                           | Nationalmuseum                           | 1907  |
| 10 |       | Selma Lagerlöf, 1858-1940                                     | Galerie nationale des portraits de Suède | 1932  |
| 11 |       | Portrait of Karolina Widerström                               | Galerie nationale des portraits de Suède | 1942  |
| 12 |       | Carin Wästberg. Study                                         | Galerie nationale des portraits de Suède |       |